# Rąbież (powiat płoński)
Rąbież – wieś w Polsce położona w województwie mazowieckim, w powiecie płońskim, w gminie Naruszewo.
Wieś wchodzi w skład sołectwa Drochówka
W latach 1975–1998 miejscowość należała administracyjnie do województwa ciechanowskiego.